# (1225) Ariane
(1225) Ariane es un asteroide que forma parte del cinturón de asteroides y fue descubierto por Hendrik van Gent el 23 de abril de 1930 desde la estación meridional de Leiden en Johannesburgo, República Sudaficana.

## Designación y nombre
Ariane se designó inicialmente como 1930 HK.
Más adelante fue nombrado por Ariane Leprieur, personaje principal de Le Chemin de Crête del escritor francés Gabriel Marcel (1889-1973).

## Características orbitales
Ariane está situado a una distancia media de 2,233 ua del Sol, pudiendo alejarse hasta 2,399 ua y acercarse hasta 2,068 ua. Su excentricidad es 0,07425 y la inclinación orbital 3,075°. Emplea en completar una órbita alrededor del Sol 1219 días.